# Mikhal Sheli
Mikhal Sheli é um filme de drama israelita de 1976 dirigido e escrito por Dan Wolman. Foi selecionado como representante de Israel à edição do Oscar 1977, organizada pela Academia de Artes e Ciências Cinematográficas.

## Elenco
- Oded Kotler - Michael Gonan
- Efrat Lavie - Hanna Gonen
- Moti Mizrahi
- Dina Roitkoff